# 33574 Shailaja
33574 Shailaja este o planetă minoră (asteroid), cu un diametru de 2,433 km, din centura de asteroizi. A fost descoperită pe 10 mai 1999 la Experimental Test Site⁠(d) de Lincoln Near-Earth Asteroid Research. 
Obiectul prezintă o orbită caracterizată de o semiaxă mare de 2,4367725 UAi, o excentricitate de 0,11, o înclinație de 1,56253 ° în raport cu ecliptica.